# الجيش الأمريكي وخدمات البغاء في كوريا الجنوبية

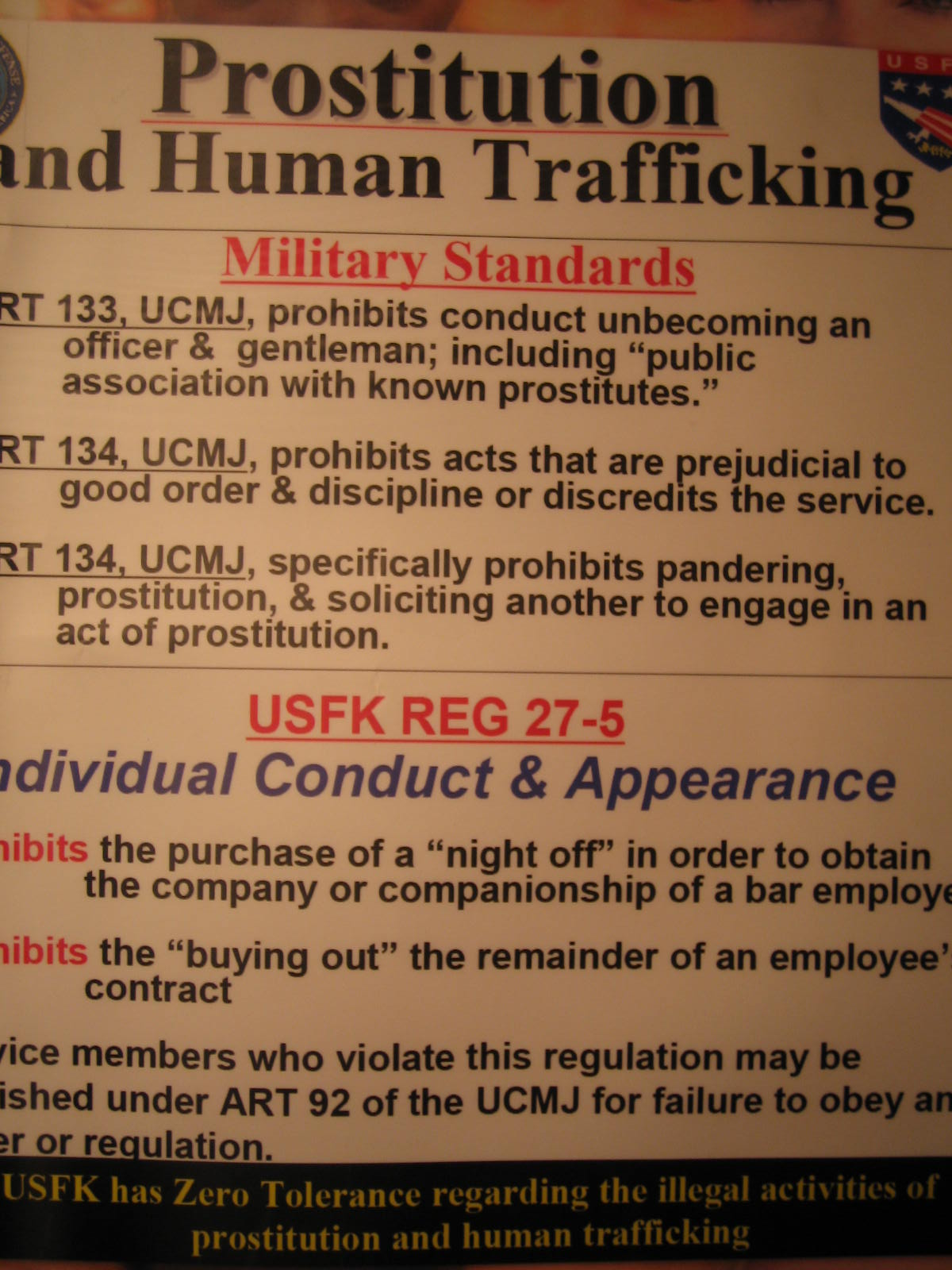
ملصق موحد للعدالة العسكرية تحذير ملصق ضد الدعارة والاتجار بالبشر نشرته USFK

شهدت فترة الحرب الكورية وما بعدها، استعانة الجيش الأمريكي  بخدمات البغاء (الدعارة) المنظمة في قواعد ومعسكرات الجيش الكوري الجنوبي، رغم كون البغاء محدد كنشاط غير قانوني منذ عام 1948، اذ ظلت النساء تمثل المصدر الاساسي لخدمات الجنس والبغاء لجنود الجيش الأمريكي، بل أيضا أحد مكونات العلاقات الكورية الأمريكية.
لقبت عاملات البغاء «العاهرات» الذين عملن في كوريا الجنوبية باسم نساء الكي جيشون  (kijichon (기지촌)
و اللواتى كن يخدمن جنود الجيش الأمريكي، جنود الجيش الكوري، وحتى المدنيين من الشعب الكوري.
نساء الكي جيشون  «البغاء» غالبا ما أتين من دول مثل كوريا، الفلبين، الصين، فيتنام، تايلاند، سيرلانكا، نيبال، اندونيسيا، ومن رابطة الدول السوفيتية المستقلة  تحديدا روسيا، كازاخستان واوز باكستان.

## اصل الكلمة
عرفت العاهرات -اللاتى كن في خدمة الجيش الامريكى الموجود في كوريا الجنوبية - محليا تحت عدة مسميات، اذ اشير لهن بألقاب مثل: «فتيات الحانات» «المرفهات الخصوصيات»، «نساء الراحة/ المتعة»، «المضيفات»، «ونساء الأعمال».
بالإضافة لأسماء مثل: أميرة يانجي، أو (عاهرة الأجنبي ) كما عرفن أيضا بأسماء مثل: «الأميرة الأجنبية /الغربية»، وهي أسماء مثلت ترجمات حرفية لمهنة سيدات البغاء في – كي جيشون -  أو معسكرات الجيش الامريكى في كوريا الجنوبية 
شاع استخدام مصطلح أميرة غربية ، للدلالة علي سيدات البغاء  في الصحافة الكورية لعقود من الزمن، كما كان يستخدم أيضا  تماما كصحيفة The Dong-a Ilboدونج أي البو كدلالة مهينة، للإشارة لزيجات مختلفى العرق، خاصةً بين الذكور البيض والإناث الكورية.
كما استخدمت مسميات أخرى مثل «عاهرة يانكي (Hangul: 양갈보 Yanggalbo)»   و«عاهرة غربية / أجنبية» كمسميات شائعه، كما اشير لهن أيضا باسم سيدات الأمم  المتحدة.(Hangul: 유엔마담,[][] U.N. madam) 
كما استخدم مصطلح «فتيات الحانات» كمسمى شائع للعاهرات الفلبينيات 
ظل مصطلح " نساء "الراحة/ المتعة " Wianbu (Hangul: 위안부, 慰安妇 "Comfort Women") مستخدما حتي بدايات عام 1990، بواسطة وسائل الاعلام الكورية وحتي المسؤلين، للإشارة لعاملات البغاء في الجيش الأمريكي ، الا أن مسمي نساء الراحة كان أيضا تعبيرا ملطفا، يستخدم للإشارة للعبيد الجنسيون في الجيش اليابانى الإمبراطورى ، ولتجنب الالتباس، حل مصطلح " أميرة يانكي " (Yankee princess) yanggongju محل مصطلح wianbu للإشارة لعاملات البغاء في الجيش الأمريكي.
شهدت بدايات عام 1990، تباعد واختلاف الحركتين الأساسيتين لحقوق المرأة: فمن جانب، مثلت الحركة الأولى نساء شيونج سن دى   Cheongsindae (نساء الراحة / المتعة في الجيش الياباني).
بينما مثلت حركة الجانب الآخر نساء الكى شيجون  Gijichon (عاملات البغاء في معسكرات الجيش الأمريكي)، فعلى الرغم من أن العديد من النساء من الجانبين وقعن ضحية العمل القسري، الا أن أولئك الذين يدعمون الجانب الأول (تشونج سن دي) كانوا يعتقدون أن النساء اللواتي يعملن ككى جشيون كن مستعدات للمشاركة طواعيا في نظام البغاء والعمل الجنسي.
مازالت وسائل الاعلام الكورية حتي وقتنا الحالي تستخدم مصطلح (美軍慰安婦،미군위안부)  كترجمة لعاملات البغاء لدي الجيش الأمريكي.  